# Strum (Wisconsin)
Strum è un villaggio degli Stati Uniti d'America, situato in Wisconsin, nella contea di Trempealeau.